# Тежест на доказване (философия)
Вижте пояснителната страница за други значения на Тежест на доказване.
Във философията, логиката и критичното мислене тежестта на доказване или доказателствена тежест е задължението на страна в епистемологичен диспут да предостави доказателства за твърденията си.
В общия случай в един спор върху този, който изказва твърдение, лежи имплицитна тежест да докаже твърдението си. Ако отговорността за доказване неправомерно се прехвърля върху критика на твърдението, прехвърлящият извършва логическа грешка аргумент от незнание. Правомерно прехвърляне на тежестта на доказване може да има, когато такова прехвърляне е изрично уредено с определена цел, напр. презумпцията за невинност в правото (вж. Тежест на доказване в правото).

## Носител на тежестта
Не във всички случаи е очевидно кой трябва да понесе тежестта на доказване. За разрешаването на този въпрос могат да се обособят три подхода:
- Изначална правдоподобност. Колкото повече едно твърдение съвпада с наше опитно знание, толкова по-голяма е изначалната му правдоподобност и толкова по-малко то се нуждае от доказване. Това правило не почива на утвърдени стандарти и методи, а на здрав разум, т.е. то не може да се прилага прецизно и безспорно. Въпреки това то ни предпазва от нуждата да поставяме неразумно голяма тежест на доказване върху твърдения, които не го заслужават, като очевидни факти. Пример: Говорещият казва на аудиторията „Аз съм облечен със син пуловер“. Той наистина е облечен със син пуловер. Следователно това твърдение е очевидно за присъстващите и не се нуждае от доказване.

- Утвърждение/отхвърляне. Обичайно тежестта на доказване пада върху този, който твърди нещо утвърдително, т.е. обичайно първо очакваме да чуем аргументи за това защо нещо е, преди да се чуят аргументи защо трябва да се отхвърли. Пример:

А: Колата няма да запали.
Б: Знам. Проблемът е в запалителя.
А: Какво те кара да мислиш така?
Б: Ами защо да не е!?
Последният въпрос на Б изглежда странен, тъй като обикновено очакваме утвърждаващата страна да понася тежестта на доказване. Това правило е приложимо към казуси за съществуване/несъществуване на дадено нещо. Обичайно тежестта на доказване трябва да пада върху тези, които твърдят, че нещо съществува. Причината за това е, че е много по-трудно или поне по-неудобно, да се доказва, че нещо не съществува. В правото не-съществуващото се нарича отрицателен факт (вж. Тежест на доказване в правото). Затова обвиняемите в наказателния процес не трябва да доказват, че не са виновни. Тежестта на доказване е върху обвинителя.
В същото време твърдението, че е невъзможно да се доказва отрицателен факт, тоест несъществуването, не е абсолютно вярно. Твърдение като „Няма слон в тази стая“ лесно може да се засвидетелства от присъстващите в стаята.
- Особени обстоятелства. Понякога достигането до истината не е единствената цел и поради това се въвеждат специални правила за разместване на доказателствената тежест. Такъв е случаят с презумпцията за невинност в наказателното право, известна под фразата „невинен до доказване на противното“ (вж. Тежест на доказване в правото). Специални уговорки също могат да разместят тежестта на доказване, например клауза в договор, която презумира нещо, докато съответната страна по договора не докаже, че то не се е осъществило. По-голяма тежест на доказване се носи и от защитниците на политики или постъпки, които могат да бъдат опасни или да струват много, ако предложителят им сгреши.

Доказателствената тежест не предписва математическо или стриктно логическо доказване, макар че много силни аргументи носят такива характеристики (напр. силогизмите). Стандартът за доказателство по-скоро се определя от установената практика или принципи на контекста, в който се води диспута.

## Погрешно разпределяне
Доказателствената тежест може да се разпредели погрешно и в такъв случай се говори за логическата грешка argumentum ad ignorantiam или аргумент от незнание. Тази грешка гласи, че нещо е вярно/невярно само защото обратното не е било доказано. В този случай изказващият твърдение нелегитимно прехвърля тежестта на доказване върху твърдящите противното:
Не можеш да докажеш, че Бог не съществува, следователно Бог съществува.
Формално представен аргументът изглежда така:
P: Атеистите не са доказали, че Бог не съществува.
∴ Бог съществува.
Разбира се, аргументът може да изглежда и по този начин:
P: Теистите не са доказали, че Бог съществува.
∴ Бог не съществува.

Такъв подход е погрешен, заблуждаващ, тъй като не предлага никакво доказателство за заключението на изказващия твърдението. Фактът, че нечие заключение не е доказано погрешно, не утвърждава твърдението като вярно. За да бъде убеден някой във верността на едно заключение, трябва да му бъдат предложени причини за това заключение; в противен случай никой адресат не следва да бъде убеден в каквото и да е.
Има две изключения от това правило:
1. Особени обстоятелства, налагащи специално правило, напр. презумпцията за невинност в наказателното право или уговорка в договор, породена от конкретни съображения.
2. Когато нещо е било внимателно търсено или даден въпрос е подложен на обстойно изследване. Това изключение е допустимо, когато (1) търсенето е било внимателно и (2) е много вероятно при търсене да бъде намерено нещо, ако съществува поначало, въпреки което то не е намерено. Пример за това изключение е научният метод, където приемането на нулевата хипотеза за истинна до отхвърлянето ѝ, т.е. до доказване на противното, е легитимно разместване на доказателствената тежест. Например:

Тридесет години научни изследвания не откриха никакви доказателства, че веществото XYZ е токсично за гризачите. Следователно разумно е да заключим, че веществото XYZ не е токсично за гризачите.